# Berzelius (cratère)
Pour les articles homonymes, voir Berzelius.
Berzelius est un cratère lunaire au nord-est de la face visible de la Lune. Il est au sud-est du cratère Franklin, et au nord-ouest du cratère Geminus. Ce cratère n'est pas beaucoup élevé, ayant subi une grande érosion, le plateau interne est uniforme, l'anneau n'est pas prépondérant. Il y a plusieurs petits cratères près de l'anneau. Le mur de l'anneau est presque inexistant, du côté sud du cratère. Le centre du cratère possède quelques petits cratères.

## Localisation
| Nord-ouest : Franklin | Nord : ?  | Nord-est : ?      |
| Ouest : ?             | Berzelius | Est : ?           |
| Sud-ouest : ?         | Sud : ?   | Sud-est : Geminus |

## Cratères satellites

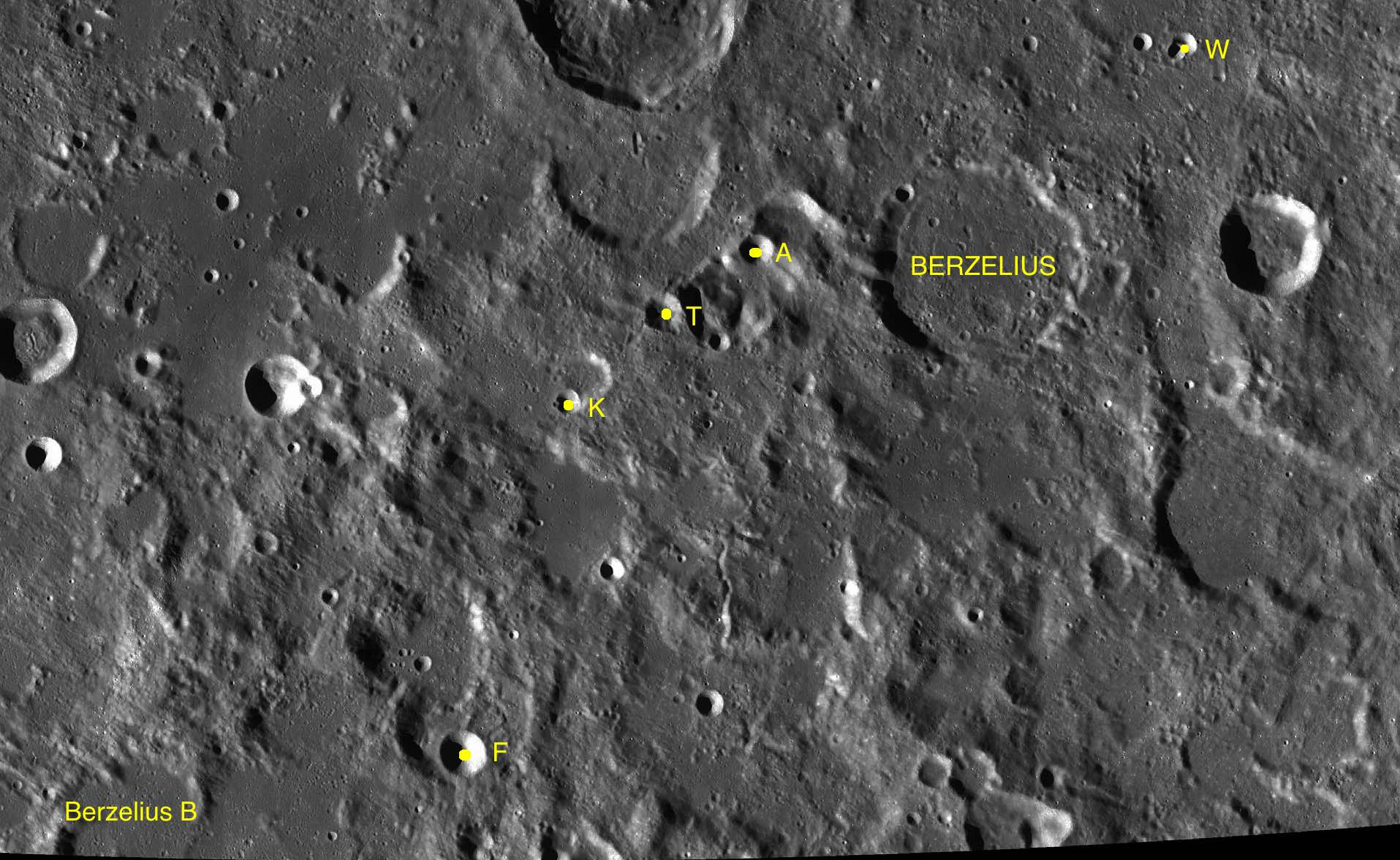
Carte des cratères satellites de Berzelius.

Les cratères dits satellites sont de petits cratères situés à proximité du cratère principal, ils sont nommés du même nom mais accompagné d'une lettre majuscule complémentaire (même si la formation de ces cratères est indépendante de la formation du cratère principal). Par convention ces caractéristiques sont indiquées sur les cartes lunaires en plaçant la lettre sur le point le plus proche du cratère principal. Liste des cratères satellites de Berzelius, : 
| Berzelius | Coordonnées  | Diamètre (en km) |
| --------- | ------------ | ---------------- |
| A         | 36,74, 48,87 | 8                |
| B         | 32,31, 43,1  | 25               |
| F         | 32,85, 46,02 | 11               |
| K         | 35,57, 47,03 | 6                |
| T         | 36,25, 47,96 | 9                |
| W         | 38,14, 53,1  | 7                |